# Distretto di Lacs
Il distretto di Lacs è uno dei quattordici distretti della Costa d'Avorio. Ha per capoluogo la città di Dimbokro ed è suddiviso nelle quattro regioni di Bélier, Iffou, Moronou e N'Zi.
La popolazione censita nel 2014 era pari a 1.258.604 abitanti.